# Pseudodirphia eumedide
Pseudodirphia eumedide is een vlinder uit de familie nachtpauwogen (Saturniidae), onderfamilie Hemileucinae.
De wetenschappelijke naam van de soort is voor het eerst geldig gepubliceerd door Stoll in 1782.